# Residència de Gwalior
La residència de Gwalior fou una entitat de caràcter polític que abraça el nord i oest de l'Índia central entre Chambal al nord i Bhilsa al sud i entre Bundelkhand i el districte de Jhansi a les Províncies Unides d'Agra i Oudh a l'est i Rajputana a l'oest. La superfície era de 46.167 km² dels quals 44.082 km² pertanyien al principat de Gwalior i la resta a diversos estats menors:
- Raghugarh
- Khaniadhana
- Paron
- Garha
- Umri
- Bhadaura
- Dharnaoda
- Sirsi
- Khiaoda
- Khataun
- Agra Barkhera
- Pargana de Chhabra (de Tonk, a Rajputana)
- Nimrol (de Dholpur)

La població era el 1901 de 2.187.612 habitants la gran majoria hindús. Hi havia 6.820 pobles i 16 ciutats destacant Lashkar (102.626 habitants), Morar (19.179), Gwalior (16.807), Guna (11.452), Bhind (8.032), Bhilsa 
(7.481), Narwar (4.929) i Chanderi (4.093).
Després del tractat de Salbai el 1782, Anderson fou nomenat resident a la cort de Mahadji Sindhia, que aleshores era un campament movil fins al 1810 quan Daulat Rao Sindhia va fixar permanentment la seva residència al lloc on hi ha la ciutat de Lashkar. Fins al 1854 el resident a Gwalior era directament responsable davant el governador general però en aquest any va passar a ser responsable davant l'agent del governador general a l'Índia Central. El 1860 els estats menors foren constituïts en una subagència separada coneguda com a agència de Guna, que va durar fins al 1896 quan els estats foren col·locats altre cop sota dependència del resident i l'oficial de Guna va restar com a assistent del resident però amb poders més limitats. El 1888 Khaniadhana fou transferit a l'autoritat de la residència segregant-lo de l'agència del Bundelkhand, i el 1895 els districtes de Bhila i Isagarh, del principat de Gwalior, que depenien de l'agència de Bhopal, foren agregats també a la residència.
El resident era l'oficial acreditat davant la corona i govern de Gwalior i la via de comunicació entre el darbar i els altres oficials britànics com els agents de Malwa i de Bhopawar, dins dels quals hi havia alguns exclavements aïllats de Gwalior. Tanmateix exercia supervisió sobre els estats menors i autoritat sobre zones creuades pels ferrocarrils que passaven per Gwalior, Datia, Samthar, Khaniadhana, i la pargana de Chhabra. La capital estava situada a la zona coneguda com "la Residència", una zona de 3 km² prop de Morar a uns 6,5 km del fort de Gwalior, i d'administració directe pel resident (incloïa 3 pobles) amb 1.391 habitants.
La residència va quedar abolida el 15 d'agost de 1947 quan l'Índia va esdevenir independent.

## Llista de residents
- 1781 - 1783 David Anderson
- 1783 - 1784 James Anderson (interí)
- 1784 - 1786 Vacant
- 1786 - 1787 William Kirkpatrick
- 1787 James Macpherson (interí)
- 1787 - 1797 William Palmer
- 1797 - 1798 Paris Bradshaw (interí)
- 1798 - 1803 John Collins
- 1803 - 1804 Vacant
- 1804 Sir John Malcolm
- 1804 - 1805 Josiah Webbe (interí)
- 1805 Richard Jenkins (interí)
- 1805 - 1808 Graeme Mercer
- 1808 Mountstuart Elphinstone
- 1808 - 1809 Robert Close
- 1809 - 1810 Graeme Mercer (segona vegada)
- 1810 - 1811 Charles Theophilus Metcalfe
- 1811 - 1815 Richard Charles Strachey
- 1815 - 1816 Gerald Wellesley
- 1816 - 1818 Robert Close (segona vegada)
- 1817 James Tod (interí per Close)
- 1818 - 1821 Josiah Stewart
- 1821 - 1823 Sir Richard Strachey (segona vegada)
- 1822 Johnstone (interí)
- 1823 - 1824 Robert Close (tercera vegada)
- 1824 - 1828 Josiah Stewart (segona vegada)
- 1829 - 1831 George Fielding
- 1831 Sir John Low
- 1831 - 1832 George Fielding (segona vegada)
- 1832 John Dixon Dyke
- 1832 - 1835 Richard Cavendish
- 1835 - 1837 John Sutherland
- 1837 - 1838 Dundas
- 1838 - 1843 Alexander Speirs
- 1843 - 1844 Sir William Henry Sleeman
- 1844 - 1848 Sir Richmond Campbell Shakespear
- 1848 - 1849 D. Ross
- 1849 Sir Richmond Campbell Shakespear (segona vegada)
- 1849 - 1852 Sir Henry Marion Durand
- 1852 - 1854 Duncan A. Malcolm
- 1854 - 1859 Samuel Charters Macpherson
- 1859 - 1862 Sir Richard John Meade
- 1862 - 1863 Richard Harte Keatinge
- 1863 - 1867 Alexander Ross Elliott Hutchinson
- 1867 - 1868 Sir Henry Dermot Daly
- 1868 - 1869 Charles L. Showers
- 1869 - 1872 Sir Crawford Trotter Chamberlain
- 1872 - 1874 Eugene Clutterbuck Impey
- 1874 - 1877 John William Willoughby Osborne
- 1877 Sir John Watson
- 1877 - 1880 William Tweedie
- 1880 - 1881 John William Willoughby Osborne (segona vegada)
- 1881 - 1882 Sir John Watson (segona vegada)
- 1882 William Tweedie (segona vegada)
- 1882 - 1883 Patrick W. Bannerman
- 1883 - 1884 James Cavan Berkeley
- 1884 - 1886 Patrick W. Bannerman (segona vegada)
- 1886 - 1887 Sir David William Keith Barr
- 1887 - 1888 Patrick W. Bannerman (tercera vegada)
- 1888 - 1892 Sir David William Keith Barr (segona vegada)
- 1892 - 1893 John Biddulph (interí)
- 1893 - 1894 Edward Swarman Reynolds
- 1894 - 1895 Sir Donald Robertson
- 1895 - 1896 Charles Withers Ravenshaw
- 1896 Sir Donald Robertson (segona vegada)
- 1896 - 1897 Ivor Mac Iver
- 1897 Joseph Henry Newill
- 1897 - 1901 Thomas Caldwell Pears (1st time)
- 1901 Charles Herbert (1st time)
- 1901 - 1902 Thomas Caldwell Pears (segona vegada)
- 1902 - 1904 Charles Hamerton Pritchard
- 1904 Sir Stuart Mitford Fraser
- 1904 Charles Herbert (segona vegada)
- Apr 1905 - 1907 Henry Venn Cobb
- 1907 Herbet Lionel Showers
- 1907 - 1909 Sir Alexander Fleetwood Pinhey
- 1909 - 1912 Charles Arnold Kemball
- 1912 - 1924 William Ellis Jardine
- 1914 Francis Granville Beville (interí)
- 1922 Edward Herbert Kealy (interí)
- Apr 1924 - 1929 Leslie Maurice Crump
- 1928 - 1929 Terence Humphrey Keyes
- 1934 - 1937 Edmund C. Gibson
- 1937 - 1940 Gerald Fisher
- 1940 - 1942 George G.B. Gillan
- 1942 - 1944 Charles G. Herbert
- 1944 - 1947 Desconegut